# Вохмянин, Александр Владимирович
Александр Владимирович Вохмянин (род. 20 декабря 1985, Темиртау, Карагандинская область, СССР) — казахстанский стрелок. Выступает за спортивное общество «Динамо» и сборную Казахстана. Мастер спорта Республики Казахстан международного класса, чемпион страны

## Карьера
На чемпионате мира 2002 года среди юниоров завоевал золото и серебро в командных видах соревнований (в стрельбе из пистолета и стандартного пистолета). Получил две серебряных медали на чемпионате Азии 2004 года.
Принимал участие в летней Универсиаде 2007 года, где стал серебряным и бронзовым призёром в команде

## Семья
Проживает в Астане. Отец и тренер Сергея - известный казахстанский стрелок Владимир Вохмянин. А брат - тоже стрелок Сергей Вохмянин.